# Рішення Синоду Православної церкви України (2019)
Тут подані рішення Священного Синоду Православної церкви України за 2019 рік.

## Засідання

### 5 лютого
5 лютого 2019 року у Митрополичому будинку при Соборі Святої Софії Київської відбулося засідання Священного синоду Православної церкви України.
До Синоду були призначені дев'ятеро непостійних членів:
- митрополит Львівський і Сокальський Димитрій,
- митрополит Черкаський та Чигиринський Іоан,
- архієпископ Чернігівський і Ніжинський Євстратій,
- архієпископ Полтавський і Кременчуцький Федір,
- архієпископ Рівненський і Острозький Іларіон,
- архієпископ Чернівецький і Хотинський Герман,
- архієпископ Вишгородський Агапіт,
- єпископ Дніпропетровський і Криворізький Симеон,
- архієпископ Донецький і Маріупольський Сергій (відсутній через стан здоров'я).

Під час засідання було затверджено титули архієреїв Помісної Церкви, встановлено порядок найменування єпархій у разі, якщо ці найменування дублюються — у такому випадку єпархія іменується відповідно до подвійного титулу архієрея.
Релігійні організації, які входили до складу кожної єпархії станом на 15 грудня 2018 р., залишаються у складі відповідної єпархії. Перехід духовенства і парафій між єпархіями Помісної Церкви можливий лише на основі канонічних правил, тобто за згодою архієреїв обох єпархій, посвідченою відповідними документами.
Вирішено, що патріарх Філарет продовжує керівництво Київською єпархією у складі парафій та монастирів м. Києва (за винятком Свято-Михайлівського Золотоверхого монастиря), які до 15 грудня 2018 року перебували у його підпорядкуванні як Патріарха Київського і всієї Руси-України.
Враховуючи особливе значення Михайлівського Золотоверхого монастиря міста Києва його намісник архієпископ Вишгородський Агапіт прирівняний у правах до єпархіального архієрея.
Синод розглянув і ухвалив типовий статут Управління єпархії для єпархій Помісної Церкви. Також було розглянуте організаційне питання Вінницької єпархії.
На пропозицію Предстоятеля митрополит Вінницький і Барський Симеон був затверджений Головним секретарем Священного Синоду.
У зв'язку з обранням ректора Київської православної богословської академії Митрополита Епіфанія Предстоятелем, на вакантну посаду було призначено дотеперішнього першого проректора протоієрея Олександра Трофимлюка. Також професор протоієрей О. Трофимлюк призначений головою Управління духовної освіти і богословської науки.
Головою Синодального управління військового духовенства затверджений митрополит Черкаський і Чигиринський Іоан, а головою Управління соціального служіння і благодійності — архієпископ Донецький і Маріупольський Сергій.
Враховуючи особливу важливість напрямку розвитку зовнішніх церковних зв'язків — керівництво Управлінням зовнішніх церковних зв'язків залишене за Предстоятелем.
З метою координації зусиль Церкви з допомоги жертвам порушення прав людини та особам, незаконно позбавленим волі, які знаходяться на окупованих територіях України та в Російській Федерації, було утворено «Православну місію допомоги жертвам порушення прав людини та особам, позбавленим волі». Головою Місії призначено архієпископа Сімферопольського і Кримського Климента.
Всі рішення були ухвалені при повній згоді усіх членів Синоду.

### 4 березня
Синодали визначили своє бачення ситуації навколо планів служіння УГКЦ у соборі Святої Софії в Києві. Воно буде надіслане главі УГКЦ у формі листа. «Констатувати, що протягом тисячоліття собор Святої Софії Київської був і залишається кафедральним собором православних київських першоієрархів. Вважати за корисне зберегти щодо богослужінь у Святій Софії Київській той порядок, який склався дотепер і позитивно сприймається в українському суспільстві, не провокуючи полеміки чи розділень», — ідеться в журналах синоду.
Також архієреї ухвалили звернення з приводу президентських виборів в Україні, текст якого має бути оприлюднений найближчим часом. Синод також склав заяву про актуальний стан православ'я в Україні.
Серед інших рішень — перший монастир, відкритий в ПЦУ (а не в УПЦ КП, УАПЦ чи УПЦ (МП)). Це буде жіноча чернеча обитель на честь Благовіщення Богородиці, що розташовуватиметься у місті Дніпро на вулиці Рилєєва, 36.
Синод узгодив текст типового статуту для парафій ПЦУ.
У межах церкви сформовано нову єпархію — Переяславсько-Вишневську на чолі з митрополитом Олександром (Драбинком). «Як виключення, для парафій, які зі складу Київської, Білоцерківської, Бориспільської єпархій УПЦ (МП) добровільно бажають приєднатися до ПЦУ, утворити управління Переяславсько-Вишневської єпархії ПЦУ у формі релігійної організації (управління), затвердити її статут та уповноважити митрополита Переяслав-Хмельницького і Вишневського Олександра (Драбинка Олександра Миколайовича) на проведення всіх необхідних реєстраційних дій», — зазначається в рішеннях синоду.

### 24 травня
24 травня 2019 розпочалось засідання Священного Синоду ПЦУ.
Синод ПЦУ на засіданні обрав архиєпископа Полтавського і Кременчуцького Федора головою Синодального управління у справах молоді, архієпископа Тернопільського і Кременецького Нестора — головою Синодального управління взаємодії з молодіжно-патріотичними громадськими об'єднаннями, митрополита Львівського і Сокальського Димитрія — головою Інститут церковної історії.
Синод вирішив протягом місяця завершити реєстрації Статутів Управлінь єпархій ПЦУ. Розпочато процес реєстрації статутів монастирів та духовних навчальних закладів ПЦУ.
Синод заборонив архієреям і клірикам висувати свої кандидатури для обрання до ВРУ чи на посади місцевого самоврядування, де передбачене прийняття на постійну роботу. Разом з тим їм дозволено у виключних випадках з благословення церковної влади балотуватися у депутати органів місцевого самоврядування при дотриманні відповідно визначених умов.
Синод ухвалив рішення висвятити на єпископа Ольвійського архимандрита Епіфанія (Дімітріу). На правах вікарія Предстоятеля ПЦУ він опікуватиметься грекомовною паствою в Україні. Хіротонія нового єпископа відбудеться 25 травня 2019 року у Михайлівському соборі Києва.

### 24 червня
24 червня 2019 р. у історичному Будинку Митрополита на території Святої Софії Київської відбулося чергове засідання Священного Синоду Української Православної Церкви (Православної Церкви України). У засіданні взяли участь всі члени Синоду окрім Почесного Патріарха Філарета (без поважної причини) та архієпископа Донецького і Маріупольського Сергія (з поважної причини).
Священний Синод мав міркування щодо зборів трьох архієреїв, невеликої кількості скликаних кліриків та мирян, які відбулися 20 червня 2019 р. у Володимирському соборі м. Києва.
У підсумку обговорення були ухвалені такі рішення:
- У зв'язку з невиконанням Почесним Патріархом Філаретом у відведений Священним Синодом місячний термін попереднього рішення Синоду щодо подання на реєстрацію документів Київської єпархії, враховуючи численні прохання парафій та монастирів м. Києва до Предстоятеля, Блаженнійшого Митрополита Київського і всієї України Епіфанія, щодо прийняття їх у безпосереднє підпорядкування, як це і належить за канонічними правилами — скасувати п. 4 Журналу № 1 засідання Священного Синоду від 5 лютого 2019 р. та підпорядкувати Митрополиту Київському і всієї України, як їх безпосередньому єпархіальному архієрею, всі парафії та монастирі м. Києва, які до 15 грудня 2018 р. перебували у складі УПЦ Київського Патріархату і згідно рішення Помісного Собору УПЦ Київського Патріархату (15 грудня 2018 р.) та Об'єднавчого Собору (15 грудня 2018 р.) є у складі Православної Церкви України.
- За активну участь у діях, спрямованих на збурення протистояння у церковному середовищі, свідоме противлення соборним рішенням, порушення 34 Апостольського правила, участь у здійсненні рукоположень в чужій єпархії всупереч Статуту і канонічним правилам — Преосвященного Іоасафа (Шибаєва), митрополита Білгородського і Обоянського, та Преосвященного Петра (Москальова), єпископа Валуйського, вікарія Білгородської єпархії, виключити з 24 червня 2019 р. зі складу єпископату Православної Церкви України.
- Заборонені у священнослужінні архімандрит Андрій (Маруцак) та ієромонах Ілля (Зеленський) можуть письмово протягом одного місяця звернутися до Священного Синоду через подання прохання на ім'я Предстоятеля, Блаженнійшого Митрополита Київського і всієї України Епіфанія, щодо розгляду їхніх справ.
- Визначити, що прийняття кліриками рукоположення у єпископський сан без обрання Священним Синодом Православної Церкви України є підставою для категоричної відмови у задоволенні їхніх можливих у майбутньому прохань бути прийнятими до складу єпископату Православної Церкви України.
- Визначити, що одноосібно скликане і проведене Почесним Патріархом Філаретом 20 червня 2019 р. у Володимирському соборі м. Києва зібрання запрошених ним осіб не мало жодних повноважень на ухвалення рішень, зокрема стосовно рішень Помісного Собору УПЦ Київського Патріархату (15 грудня 2018 р.), які відповідно до Статуту УПЦ КП відразу після підписання Президією Собору на чолі з Патріархом Київським і всієї Руси-України Філаретом вступили в дію.

Враховуючи зазначене, але також беручи до уваги особливі заслуги в минулому перед Українською Православною Церквою, констатувати, що Почесний Патріарх Філарет залишається у складі єпископату Православної Церкви України, однак втратив канонічні права і обов'язки, пов'язані з управлінням єпархією.

Почесний Патріарх Філарет може через лист на ім'я Предстоятеля, Блаженнійшого Митрополита Київського і всієї України Епіфанія, звернутися до Священного Синоду щодо соборного розгляду свого майбутнього становища у Православній Церкві України.
- Засвідчити, що вся повнота УПЦ Київського Патріархату, як і вся повнота Української Автокефальної Православної Церкви згідно рішень своїх Помісних Соборів 15 грудня 2018 р. та Об'єднавчого Собору (15 грудня 2018 р.) об'єдналися у єдину Помісну Православну Церкву України, яка є єдиним історичним, канонічним та юридичним спадкоємцем і продовжувачем їхньої діяльності. Ніякі рішення, розпорядження чи інші документи, видані від імені Української Православної Церкви Київського Патріархату чи під іменем її статутних органів після юридичної реєстрації Київської Митрополії УПЦ (ПЦУ) 30 січня 2019 р. не мають канонічної та юридичної сили та є від початку не дійсними і не підлягають виконанню.

Також було ухвалено низку рішень:
- Утворити Синодальне управління недільних шкіл та катехізації, головою якого призначено архімандрита Макарія (Папіша), намісника Свято-Феодосіївського ставропігійного чоловічого монастиря м. Києва.
- Втілюючи в життя рішення Святого і Великого Собору Православної Церкви (Крит, 2016) щодо активної підтримки екологічних ініціатив та встановлення 1 вересня дня молитви про захист навколишнього природного середовища встановлено в Православній Церкві України у найближчий після 1 вересня недільний день як День молитви про захист навколишнього природного середовища.
- Провести 27-28 липня 2019 р. загальноцерковні святкування 1031-ї річниці Хрещення Руси-України:
  - 27 липня ввечері — Всенічне бдіння у Михайлівському Золотоверхому соборі м. Києва;
  - 28 липня ранком — Божественна літургія у Малій (Теплій) Софії, хресний хід до пам'ятника св. рівноапостольному кн. Володимиру та молебень.

Було також заслухано повідомлення про візит Блаженнійшого Митрополита Епіфанія до Вселенського Патріархату 10-12 червня 2019 р., а також внесено зміни до статусу і назви монастиря у Володимир-Волинській єпархії.

### 27 липня
27 липня 2019 року в Конгрегаційній залі Київської православної богословської академії під головуванням Блаженнійшого Митрополита Київського і всієї України Епіфанія відбулося чергове засідання Священного Синоду Української Православної Церкви (Православної Церкви України). У засіданні взяли участь всі члени Синоду окрім Почесного Патріарха Філарета (без поважної причини) та архієпископа Рівненського і Острозького Іларіона (з поважної причини).
Священний Синод розглянув низку актуальних питань та ухвалив наступні рішення:
- Висловити рішучий протест та глибоке обурення триваючим насильством російської окупаційної влади проти Православної Церкви України в Автономній Республіці Крим та м. Севастополі, що протягом останнього часу виявилося у цілеспрямованому пошкодженні й розграбуванні будівлі та майна кафедрального собору святих рівноапостольних князів Володимира і Ольги та Управління Кримської єпархії Української Православної Церкви (Православної Церкви України) у м. Сімферополі, у створенні перешкод для доступу духовенства і вірних до храму та єпархіального управління. Православна Церква України вкотре вимагає від Російської Федерації припинити свідоме порушення в окупованій АР Крим та м. Севастополі одного з основоположних прав людини — права на свободу совісті та віросповідання.

Нагадати особам, безпосередньо причетним до насильницьких дій проти кафедрального храму Кримської єпархії УПЦ (ПЦУ), зокрема діячам російських «судів», «судовиконавцям», а також співробітникам окупаційного «міністерства майна», що їхні дії є не лише злочином за людським законом, але тяжким гріхом святотатства і плюндруванням освяченого дому Божого.
Закликати українську та міжнародну спільноту вимагати від Росії припинити порушення прав української православної громади Криму, а винних — притягати до відповідальності, включно з посиленням міжнародних санкцій проти Російської Федерації та проти конкретних посадових осіб «суду», «судовиконавців», «міністерства майна» та інших, безпосередньо причетних до порушення права на свободу совісті та віросповідання у окупованій Автономній Республіці Крим.
- Беручи до уваги пастирські потреби румуномовних православних громад в Україні, за зразком організації церковного життя парафій Румунської Православної Церкви з переважаючим числом етнічних українців — утворити Православний румунський вікаріат Української Православної Церкви (Православної Церкви України) для релігійних організацій (релігійних громад та монастирів) в Україні з переважаючим числом етнічних румунів.

Православний румунський вікаріат УПЦ (ПЦУ) є підпорядкованою безпосередньо Предстоятелю Православної Церкви України Блаженнійшому Митрополиту Київському і всієї України особливою адміністративною структурою з правами самоуправління у складі релігійного об'єднання Православної Церкви України. До Православного румунського вікаріату УПЦ (ПЦУ) можуть входити на добровільних засадах релігійні організації (релігійні громади та монастирі) з переважаючим числом етнічних румунів. Для цих релігійних громад гарантуються права на дотримання за власним вибором румунської православної богослужбової, мовної та календарної традиції.
Права самоуправління та устрій Православного румунського вікаріату УПЦ (ПЦУ) закріплюються у Статуті Управління Православного румунського вікаріату УПЦ (ПЦУ), який має бути вироблений спільно з представниками релігійних організацій, що бажають увійти до складу Вікаріату, у братній співпраці з Румунською Православною Церквою відповідно до висловленої раніше її Священним Синодом позиції. 
 Статут Управління Православного румунського вікаріату УПЦ (ПЦУ) ухвалюється Священним Синодом УПЦ (ПЦУ) та затверджується Предстоятелем, Блаженнійшим Митрополитом Київським і всієї України.
- Благословити утворення у складі Житомирсько-Овруцької єпархії чоловічого монастиря на честь святого великомученика і цілителя Пантелеймона.

- Благословити утворення у складі Переяславсько-Вишневської єпархії чоловічого монастиря на честь святителя Нектарія Егінського.

- Встановити в Православній Церкві України 22 вересня (9 вересня ст.ст.), у день пам'яті святих Богоотців Іоакима та Анни, — День молитви за сім'ю. Цього дня проводити в храмах Православної Церкви України Божественні літургії та молебні цим святим, як покровителям сім'ї, зі спеціальними молитовними проханнями про мир у родинах, добре виховання дітей, про духовні блага і земний достаток сімей. Благословити цього дня присвятити проповіді священнослужителів сімейній тематиці, проводити тематичні сімейні заходи як на рівні єпархій та парафій, так і у співпраці зі світськими зацікавленими організаціями.

- Синод також обговорив деякі організаційні питання, пов'язані з виконанням раніше ухвалених рішень.[7]

### 29 жовтня
У засіданні взяли участь всі члени Синоду, крім почесного патріарха Філарета (без поважної причини) та архієпископа Донецького і Маріупольського Сергія (з поважної причини).
Було утворено Синодальне управління у справах сім'ї, Синодальне видавничо-просвітницьке управління та Синодальні комісії — богословсько-літургічну, з міжхристиянських відносин, з питань монастирів та чернецтва і з питань канонізації святих, а також призначено їхніх керівників.
Синод заслухав звіт про візит митрополита Епіфанія і делегації Православної Церкви України  до Сполучених Штатів Америки. Також владика поінформував Синод про підсумки позачергової сесії Собору ієрархів Церкви Греції від 12 жовтня 2019 року та довершення від імені Церкви Греції всього необхідного для встановлення зв'язків з Православною Церквою України.
Окрім цього, було ухвалено рішення з низки інших питань.

### 19 листопада
У засіданні взяли участь усі члени Синоду, крім почесного патріарха Філарета, відсутнього без поважної причини.
Синод заслухав повідомлення митрополита Епіфанія про рішення Патріарха Александрійського і всієї Африки Феодора II визнати автокефалію української церкви та внести для поминання у диптиху імені предстоятеля Православної церкви України. Було висловлено подяку патріарху Феодору та братам-ієрархам і констатовано, що між помісною Українською православною церквою та Александрійським Патріархатом встановлене повне церковне спілкування, як між Автокефальними православними церквами-сестрами.
Було утворене Синодальне Управління у справах душпастирства у пенітенціарних закладах, його головою призначений єпископ Дніпровський і Криворізький Симеон (Зінкевич), а першим заступником — протоієрей Павло Основенко.
У зв'язку з постановою Верховної Ради України про перейменування м. Переяслав-Хмельницький Київської області на м. Переяслав було змінено архієрейський титул митрополита Олександра (Драбинка), керуючого Переяславсько-Вишневською єпархією з «Переяслав-Хмельницький і Вишневський» на «Переяславський і Вишневський».
У зв'язку з необхідністю, враховуючи побажання тимчасово керуючого Херсонською єпархією архієпископа Климента, архієпископа на спокої Даміана (Замараєва), колишнього Херсонського і Таврійського, а також звернення духовенства Херсонської єпархії, Священний Синод ухвалив рішення про обрання єпископом Генічеським, вікарієм Херсонської єпархії, ігумена Никодима (Кулигіна), насельника Михайлівського Золотоверхого монастиря м. Києва.
Священний Синод мав міркування про тривалі гоніння російської окупаційної влади в АР Крим проти Кримської єпархії Православної Церкви України та ухвалив з цього приводу Заяву, засудивши прояви агресивного ставлення окупаційної російської влади у Криму, що є продовженням політики порушення права на свободу совісті. Цю політику вона систематично здійснює з початку окупації та анексії півострова. Від неї страждають не лише громади й вірні Православної Церкви України, але й інші релігійні спільноти, зокрема протестантів та мусульман.
Окрім раніше визначених голови та заступників Синодальної Богословсько-літургічної комісії було затверджено склад комісії.
Також Синод заслухав повідомлення митрополита Вінницького і Барського Симеона про паломництво до святинь Греції, яке нещодавно завершилося, та схвалив рішення з окремих організаційних питань.

### 5 грудня
У засіданні взяли участь усі члени Синоду, окрім Почесного Патріарха Філарета, відсутнього без поважної причини.
Синод надав своє благословення на прохання митрополита Епіфанія про утворення в Київській єпархії і реєстрацію статуту Межигірського Спасо-Преображенського монастиря за адресою: Київська область, Вишгородський район, с. Нові Петрівці, та про затвердження намісником вказаного монастиря ігумена Спиридона (Матіящука).
За пропозицією Предстоятеля було ухвалено рішення про скликання у місті Києві 14 грудня 2019 р. розширеного Архієрейського Собору за участю всього єпископату Православної Церкви України та про порядок денний Архієрейського Собору:
- доповідь Предстоятеля УПЦ (ПЦУ) про життя Помісної Церкви за період після Об'єднавчого Собору 15 грудня 2018 року;
- затвердження рішень Священного Синоду УПЦ (ПЦУ) за поточний рік та рішень, що з них випливають.

З метою подальшої роботи щодо статутних питань в ПЦУ Священний Синод утворив Синодальну Статутну комісію. Було визначено, що головою Синодальної Статутної комісії є Митрополит Київський і всієї України Епіфаній (Думенко). Заступниками голови Синодальної Статутної комісії призначено митрополита Вінницького і Барського Симеона (Шостацького), митрополита Галицького Андрія (Абрамчука), та митрополита Хмельницького і Кам'янець-Подільського Антонія (Махоту).
Окрім того, було затверджено, що до складу Синодальної Комісії з питань канонізації святих увійдуть:
До складу Синодальної Комісії з міжхристиянських відносин були включені:
Також Синод заслухав доповідь архієпископа Чернігівського і Ніжинського Євстратія (Зорі), голови Синодальної Богословсько-літургічної комісії, щодо пропозицій комісії, засідання якої відбулося 28 листопада 2019 року:
Окрему увагу Священний Синод приділив питанню щодо положення Почесного Патріарха Філарета і забезпечення умов його життя та діяльності у зв'язку із завершенням процедури ліквідації релігійної організації «Київська Патріархія Української Православної Церкви Київського Патріархату» та ухвалив з цього приводу відповідне рішення.